# Shreefpunk
Shreefpunk ist eine deutsche Jazzband, die 2003 von Matthias Schriefl gegründet wurde. Sie tritt sowohl in Combo-Besetzung auf als auch verstärkt um Streicher (Shreefpunk plus Strings) oder Bigband.

## Geschichte
Gegründet wurde die Band im Jahr 2003. Sie war ursprünglich ein Quartett. Matthias Schriefl forderte als Bandleader von seinen Bandmitgliedern eine gewisse „Punk-Attitüde“. Hanno Busch vermerkte dies mit „Schriefl-Punk“ auf seiner Notenmappe. Schriefls Spitzname „Shreef“ in Kombination mit dem Notenmappenschriftzug ergab dann den Bandnamen. Ab dem dritten Auftritt der Band wird der Name so genutzt.

„Unser Gitarrist sagte damals, dass wir Punk spielen. Er hatte zunächst Schrieflpunk als Namen vorgeschlagen. Aber ich wollte nicht Englisch und Deutsch vermischen, deshalb habe ich Shreefpunk daraus gemacht.“

## Tourneen und Konzerte
2006 gewann Matthias Schriefl als Trompeter den WDR-Jazzpreis, worauf hin die vier Musiker eine Einladung des Goethe-Instituts für eine Westafrika-Tour bekamen. 2007 erschien beim Label ACT das Debütalbum Shreefpunk plus Strings, woraufhin Konzerte in der Kölner Philharmonie, mit Gastmusiker Django Bates, das North Sea Jazz Festival und Touren nach Estland, Australien und Portugal folgten. Seit Veröffentlichung des Live-Albums Shreefpunk Live in Köln spielte die Band Konzerte u. a. im Megaro Mousikis in Athen, im Konserthuset in Stockholm, in der Hamburger Laeiszhalle, im L’Auditori in Barcelona, in der Philharmonie Luxembourg, im Cité de la musique in Paris, im Koninklijk Concertgebouw in Amsterdam, im Wiener Konzerthaus und im Sydney Opera House.

## Besetzung
In der Ursprungsbesetzung spielten Matthias Schriefl, Robert Landfermann, Jens Düppe und Hanno Busch. 2005 ersetzte Johannes Behr den Gitarristen Hanno Busch. Zeitweise spielten auch Kalle Kalima und Christian Lillinger in der Band. Heute bildet die Band ein Trio mit Matthias Schriefl (Trompete), Alexander Morsey (Bass) und Alex Eckert (Gitarre). Als Gast ist Sebastian Merk am Schlagzeug öfter dabei. Die Band wird gelegentlich durch eine Streichergruppe (zuletzt von der Band Netnakisum bzw. Streichern der Münchner Philharmoniker) oder eine Big Band verstärkt.

## Auszeichnungen (Auswahl)
- 2018: ECHO Jazz, Nominierung (Matthias Schriefl mit Shreefpunk plus Bigband)[5]
- 2019: Neuer Deutscher Jazzpreis (Bandpreis)[6]

## Diskografie (Auswahl)
- 2007: Shreefpunk plus Strings (ACT)
- 2009: Shreefpunk Live in Köln (ACT)
- 2017: Matthias Schriefl & Shreefpunk plus Big Band: Europa (resonando); rec. 2010 bis 2017 mit Niels Klein, Robert Landfermann, Alexander Morsey, Jonas Burgwinkel, Jens Düppe, Kalle Kalima, Christoph Moschberger, Sebastian Gille, Roger Hanschel, Malte Dürrschnabel, Denis Gäbel, Tobias Wember, Matthias Muche, Klaus Heidenreich, Tamara Lukasheva, Netnakisum und vielen anderen
- 2018: Matthias Schriefl & Shreefpunk plus Strings: Keine Angst vor Shreefpunk (resonando); rec. 2018 mit Robert Landfermann, Jonas Burgwinkel, Jens Düppe, Kalle Kalima, Christian Lillinger, Streicher der Münchner Philharmoniker und Netnakisum[7][8]